# SCARLET KNIGHT
「SCARLET KNIGHT」（スカーレット・ナイト）は、水樹奈々の23枚目のシングル。2011年4月13日にキングレコードから発売された。

## 概要
24thシングル「POP MASTER」と同時リリース。表題曲「SCARLET KNIGHT」は、テレビアニメ『DOG DAYS』のオープニングテーマとして起用され、後にテレビ朝日『お願い!ランキング』4月度エンディングテーマにも起用された。初回プレス盤のみ特製カラーケース仕様となっている。なお、価格は「POP MASTER」と同じで、奈々に因んだ777円となっている。
『MUSIC JAPAN』（2011年5月1日放送）において、「SCARLET KNIGHT」の歌唱がテレビで初めて披露された。

## チャート成績
2011年4月25日付オリコン・週間シングルチャートで2位を獲得し、3位を獲得した「POP MASTER」と共に、声優史上初となるシングル2作同時オリコントップ3入りを果たした。なお、女性ソロアーティストのシングル2作同時TOP3入りは、浜崎あゆみが1999年に「A」と「Boys & Girls」で1位と3位を獲得して以来11年8ヶ月ぶり。また、2011年度年間シングルチャートでは89位を獲得した。
ドワンゴが運営している2011年度の年間ランキングでは、「アニメロミックス 着うた」、「アニメロ★うた 着うた」で首位、「超!アニメロ 着うたフル」で3位を獲得した。

## 収録曲
1. SCARLET KNIGHT [4:10]
作詞：水樹奈々、作曲・編曲：藤間仁（Elements Garden）
  - テレビアニメ『DOG DAYS』オープニングテーマ
  - テレビ朝日『お願い!ランキング』4月度エンディングテーマ
  - 愛媛朝日テレビ『Love Chu!Chu!』4月度エンディングテーマ

タイアップとなる『DOG DAYS』は、水樹が携わった『魔法少女リリカルなのはシリーズ』に続く都築真紀原作、草川啓造監督、セブン・アークス製作のアニメである。同作に声優としても出演している水樹が自ら本曲の歌詞も手掛けており、同作の脚本を最終回まで読み込んだ上で感じた内容が反映されている[8]。曲名の「SCARLET」は、「飾らない」を意味する赤から採られている[9]。また、鐘の音や杉並少年少女合唱団がコーラスが入っておりアニメ本編とリンクする幻想的な雰囲気が醸し出されている[10]。
PVは、楽曲にリンクする「鐘」が製作されている[10]。また、武器を持っている姫と祈り続けるシスターの2人の想いが重なるという物語性があるPVになっているが、この内容にも『DOG DAYS』の登場人物のイメージが投影されており、真紅のドレスを着込んだ水樹と、修道服を着たシスターがそれぞれKNIGHT（レオ）と女神（ミルヒ）を表現している[8]。PV内では、ストリングス隊やコーラス隊がシスターの衣装を着装している[10]。
2. HIGH-STEPPER [4:00]
作詞：SAYURI、作曲・編曲：齋藤真也
  - TBS系テレビ『王様のブランチ』4月・5月度エンディングテーマ

水樹の印象は、かっこいいロックテイストであり、ガーリーな雰囲気が出ているサイバーダンスナンバーであると感じたという[10]。

## 収録作品
| 曲名           | アルバム          | 発売日         | 備考              |
| -------------- | ----------------- | -------------- | ----------------- |
| SCARLET KNIGHT | 『THE MUSEUM II』 | 2011年11月23日 | 2ndベストアルバム |

### DVD、Blu-ray Disc
| 発売日         | タイトル                                                 | 備考                          |
| SCARLET KNIGHT | SCARLET KNIGHT                                           | SCARLET KNIGHT                |
| -------------- | -------------------------------------------------------- | ----------------------------- |
| 2012年5月2日   | NANA MIZUKI LIVE CASTLE×JOURNEY                          | 11作目のライブ・ビデオ。      |
| 2013年5月1日   | NANA MIZUKI LIVE GRACE -OPUS II-×UNION                   | 12作目のライブ・ビデオ。      |
| 2013年12月11日 | NANA CLIPS 6                                             | 6作目のミュージッククリップ。 |
| 2014年5月28日  | NANA MIZUKI LIVE CIRCUS×CIRCUS+×WINTER FESTA             | 13作目のライブ・ビデオ。      |
| 2015年6月17日  | NANA MIZUKI LIVE THEATER -ACOUSTIC-                      | 15作目のライブ・ビデオ。      |
| 2017年3月8日   | NANA MIZUKI LIVE PARK×MTV Unplugged: Nana Mizuki         | 18作目のライブ・ビデオ。      |
| 2017年11月15日 | NANA MIZUKI LIVE ZIPANGU×出雲大社御奉納公演 〜月花之宴〜 | 19作目のライブ・ビデオ。      |
| HIGH-STEPPER   |                                                          |                               |
| 2012年5月2日   | NANA MIZUKI LIVE CASTLE×JOURNEY                          | 11作目のライブ・ビデオ。      |